# آنوکان
آنوکان (به فرانسوی: Annequin) یک کمون در فرانسه است که در پا-دو-کاله واقع شده‌است. آنوکان ۳٫۹۹ کیلومتر مربع مساحت دارد ۲۳ متر بالاتر از سطح دریا واقع شده‌است.